# Aloe boscawenii
Aloe boscawenii là một loài thực vật có hoa trong họ Măng tây. Loài này được Christian mô tả khoa học đầu tiên năm 1942.